# Polystichum yaanense
Polystichum yaanense är en träjonväxtart som beskrevs av Liang Zhang och Li Bing Zhang. Polystichum yaanense ingår i släktet Polystichum och familjen Dryopteridaceae. Inga underarter finns listade.